# Eucaliptolo
L'eucaliptolo (chiamato anche cineolo) è una sostanza organica naturale che, a temperatura ambiente, si presenta come liquido oleoso incolore, insolubile in acqua ma miscibile con solventi organici. Da un punto di vista chimico, è un etere biciclico e un monoterpenoide
Ha odore di canfora e sapore pungente e rinfrescante.
Questa molecola si ritrova nel vacuolo delle cellule delle piante di eucalipto. La presenza in grande quantità di questa sostanza in sospensione nell'atmosfera può dar luogo a un fenomeno ottico di rifrazione della luce, che conferisce al panorama una particolare foschia azzurra che si vede all'orizzonte.
Si estrae dalle foglie di molte specie di eucalipto (circostanza da cui deriva il nome), ma anche da altre piante.